# 土井利直
土井 利直（どい としなお）は、江戸時代前期の旗本、大名。下総大輪藩主。

## 生涯
寛永14年（1637年）、下総古河藩主・土井利勝の五男として生まれる。寛永18年（1641年）に将軍・徳川家光に拝謁し、将軍世子家綱の近侍に任じられた。寛永21年（1644年）に父が死去したため、その遺領から5000石を分与された。慶安3年（1650年）に西の丸奥小姓に任じられる。慶安4年（1651年）からは長兄・利隆の名代として本家古河藩の藩政を任された。
万治元年（1658年）に利隆が隠居して甥の利重が跡を継ぐと、5000石を分与されて合計1万石の大名となり、大輪藩主となった。延宝4年（1676年）に奏者番に任じられる。延宝5年（1677年）3月15日、中風により病死した。享年41。
すでに長男・次男は早世し、三男の一学も病弱だったため、利直は甥の利良（四兄・利房の次男）を養子に迎えて跡を継がせようとした。しかし幕府は一族に相談せずに養子縁組を決めた粗忽な処置として、利直死後の6月に利直の遺領から5000石を削減した。このため、大輪藩は改易となった。ただし、利良への家督相続そのものは認められて、利直系統は旗本として存続することとなる。